# 広島県立瀬戸田高等学校
広島県立瀬戸田高等学校（ひろしまけんりつせとだこうとうがっこう）は広島県尾道市瀬戸田町にある県立の高等学校。瀬戸内海に浮かぶ生口島唯一の高校である。略称「瀬高」。

## 概要
歴史
1925年（大正14年）創立の高等女学校を前身とする。1948年（昭和23年）の学制改革により新制高等学校となる。2015年（平成27年）に創立90周年を迎えた。
設置課程・学科
全日制課程 普通科
校訓
「自主・自立・敬愛」
校章
平山郁夫によるデザインで、橘の花弁と葉を組み合わせたものを背景にして中央に「高」の文字を置いている。
校歌
作詞は小出弘之助、作曲は山本壽による。歌詞は3番まであり、各番に校名の「瀬高」が登場する。
制服
冬服は男女ともブレザー。男子はネクタイ、女子はリボンを着用。
姉妹校
タイ王国 王国立カセサート大学附属校

## 沿革
- 1925年（大正14年）
  - 4月1日 - 瀬戸田町大字瀬戸田字中塚534番地に「瀬戸田町立瀬戸田実科高等女学校」が設置される。
    - 高等小学校を卒業した14歳以上の女子を入学資格とし、修業年限を2年とする。

  - 4月15日 - 開校。
- 1931年（昭和6年）4月17日 - 組織改編により「瀬戸田町立瀬戸田高等女学校」となる。
  - 入学資格を尋常小学校を卒業した12歳以上の女子、修業年限を4年とする。
- 1942年（昭和17年）3月 - 移管により「財団法人瀬戸田学園瀬戸田高等女学校」に改称。
- 1946年（昭和21年）4月1日 - 修業年限が5年となる（4年修了時点で卒業することもできた）。
- 1947年（昭和22年）4月1日 - 学制改革（六・三制）が行われる。
  - 高等女学校の募集を停止。
  - 新制中学校を併設し（以下・併設中学校）、高等女学校1・2年修了者を新制中学校2・3年生として収容。
  - 併設中学校は経過措置としてあくまで暫定的に設置されたため、新たに生徒募集は行われず、在校生が2・3年生のみの中学校であった。
  - 高等女学校3・4年修了者はそのまま高等女学校4・5年生として在籍した（4年修了時点で卒業することができた）。
- 1948年（昭和23年）
  - 5月3日 - 学制改革により高等女学校が廃止され、新制高等学校「財団法人瀬戸田学園瀬戸田高等学校」（女子校）が発足。併設中学校を継承。
    - 高等女学校卒業者（5年修了者）を新制高校3年生、高等女学校4年修了者を新制高校2年生、併設中学校卒業者（3年修了者）を新制高校1年生として収容。
    - 併設中学校の在校生が1946年（昭和21年）に高等女学校へ最後に入学した3年生のみとなる。

  - 8月4日 - 移管により「瀬戸田町立広島県瀬戸田高等学校」と改称。
- 1949年（昭和24年）
  - 3月31日 - 併設中学校を廃止。
  - 4月30日 - 高校三原則に基づく公立高等学校再編により、総合制の「瀬戸田町立広島県瀬戸田高等学校」となる。
    - 通常制（全日制）普通課程・生活課程を設置、修業年限を3年とし、男女共学を開始。

  - 5月 - PTAを結成。木造2階建ての本館が完成。
- 1950年（昭和25年）9月1日 - 移管により「広島県瀬戸田高等学校」に改称。
- 1961年（昭和36年）4月1日 - 生活科を「家政科」と改称。
- 1962年（昭和37年）4月1日 - 通常課程を全日制課程と改称。
- 1964年（昭和39年）3月 - 体育館兼講堂が完成。
- 1968年（昭和43年）10月1日 - 「広島県立瀬戸田高等学校」（現校名）に改称（県の後に「立」が付される）。
- 1974年（昭和49年）7月 - 塩田跡の現在地に新校舎が完成移転を完了。
- 1975年（昭和50年）10月 - 体育館兼講堂が完成。
- 1981年（昭和56年）6月 - 格技場が完成。
- 1989年（平成元年）3月31日 - 家政科の募集を停止。
- 1998年（平成10年）3月 - 弓道場を新設。
- 2000年（平成12年）4月 - 学校設定科目として「海辺活動」を開始。
- 2001年（平成13年）
  - 2月 - 総合文化祭を実施。
  - 4月 - 学校設定科目として「インターンシップ」を開始。
- 2010年（平成22年） - 広島県立因島高等学校との小規模校連帯の開始[1]
- 2012年（平成24年）7月26日 - タイ王国 王国立カセサート大学附属校と姉妹校締結。

## 部活動
運動部
- 自転車部
- 卓球部
- 野球部
- 弓道部
- バドミントン部

文化部
- 音楽部
- しまおこし事業部

## 交通
最寄りのバス停留所
おのみちバス 「高校前」バス停
最寄りの幹線道路
広島県道81号生口島循環線